# 居酒屋 (曲)
「居酒屋」（いざかや）は、1982年10月25日に徳間ジャパン・BOURBONレーベルより発売された、木の実ナナ＆五木ひろしの楽曲。

## 概要
五木ひろしのアルバム「激涙ロードショー」にソロで収録されていた曲であるが、同じ徳間音工のバーボン・レーベルに所属していた木の実ナナがそのカバー・シングルをデュエット企画で発売するにあたり、デュエット相手として五木が指名されたという経緯がある。自身では初めてのデュエット・シングルであり、DAM（第一興商）が発表した “平成” カラオケランキングでは15位にランクされており、現在でもカラオケの定番として人気が高い。

## 収録曲

### Side:A
1. 居酒屋　-（3分46秒）
  - 作詞：阿久悠　作曲・編曲：大野克夫

### Side:B
1. 帰郷　-（3分43秒）
  - 作詞：なかにし礼　作曲：馬飼野康二、編曲：羽田健太郎

## 五木ひろし＆坂本冬美によるカバー
ちょうど35年後の同日にJazzyなテイストのアレンジを施して、坂本冬美とのデュエットでセルフカバーとなり、シングル緊急発売。
同トラックは、同日発売の坂本冬美カバーアルバム「ENKAⅡ」にも収録。
作詞：阿久悠、作曲：大野克夫、編曲：坂本昌之
収録曲
1. 居酒屋(ニューバージョン)
2. 居酒屋 （オリジナル・カラオケ)
3. 居酒屋 （女性用カラオケ(五木ひろしボーカル入り))
4. 居酒屋 （男性用カラオケ(坂本冬美ボーカル入り))

## その他のカバー
- 五木ひろし＆高橋愛
- 岩佐美咲 - 2025年4月2日発売のCD『マッチ（特別版A）』に玉袋筋太郎とのデュエットでC/W曲として収録。玉袋パート・岩佐パートの歌入りカラオケも収録あり。